# Kirsajty
Kirsajty (niem. Kirsaitensee) – jezioro w Polsce na Pojezierzu Mazurskim, w Krainie Wielkich Jezior Mazurskich. Kirsajty nie są samodzielnym jeziorem, tylko elementem kompleksu znanego pod wspólną nazwą Mamry. Długość linii brzegowej to 8,6 km. Jest jeziorem średniej wielkości, średniej głębokości położonym między jeziorami Mamry Północne i Dargin. Brzegi prawie na całej długości są niskie i zabagnione, trudne do wyodrębnienia, od zachodu porośnięte lasem liściastym. Całe dno jeziora porasta roślinność zanurzona, głównie ramienice. Całe jezioro otacza zwarty pas roślinności wynurzonej. Powierzchnia lustra wody wynosi 207 ha, natomiast powierzchnia wysp 4 ha.
Jezioro posiada kilka niewielkich wysp. Pośrodku znajduje się wyspa Ostrowik, a przy zachodnim brzegu Wyspa Sidorkowa. Wyspy te są niezbyt dostępne ze względu na swój podmokły charakter.
Jezioro od strony południowej rozciąga się od Mostu Sztynorckiego (droga ze Sztynortu do Harszu), do cieśniny między półwyspem Kurka a półwyspem Ostry Róg w części północnej. Północny przesmyk prowadzi na jezioro Mamry (nazywane tak samo jak kompleks jezior, którego jest częścią), a południowy na jezioro Dargin. Jezioro posiada brzegi zabagnione oraz bardzo muliste dno. Jezioro położone jest na szlaku żeglugi z Giżycka do Węgorzewa.
Jezioro należy do I klasy czystości, jest mało obciążone biogenami i materią organiczną, ze względu na swój polimiktyczny charakter posiada silnie natlenione wody. Część jego powierzchni jest chroniona przez rezerwat przyrody Sztynort.

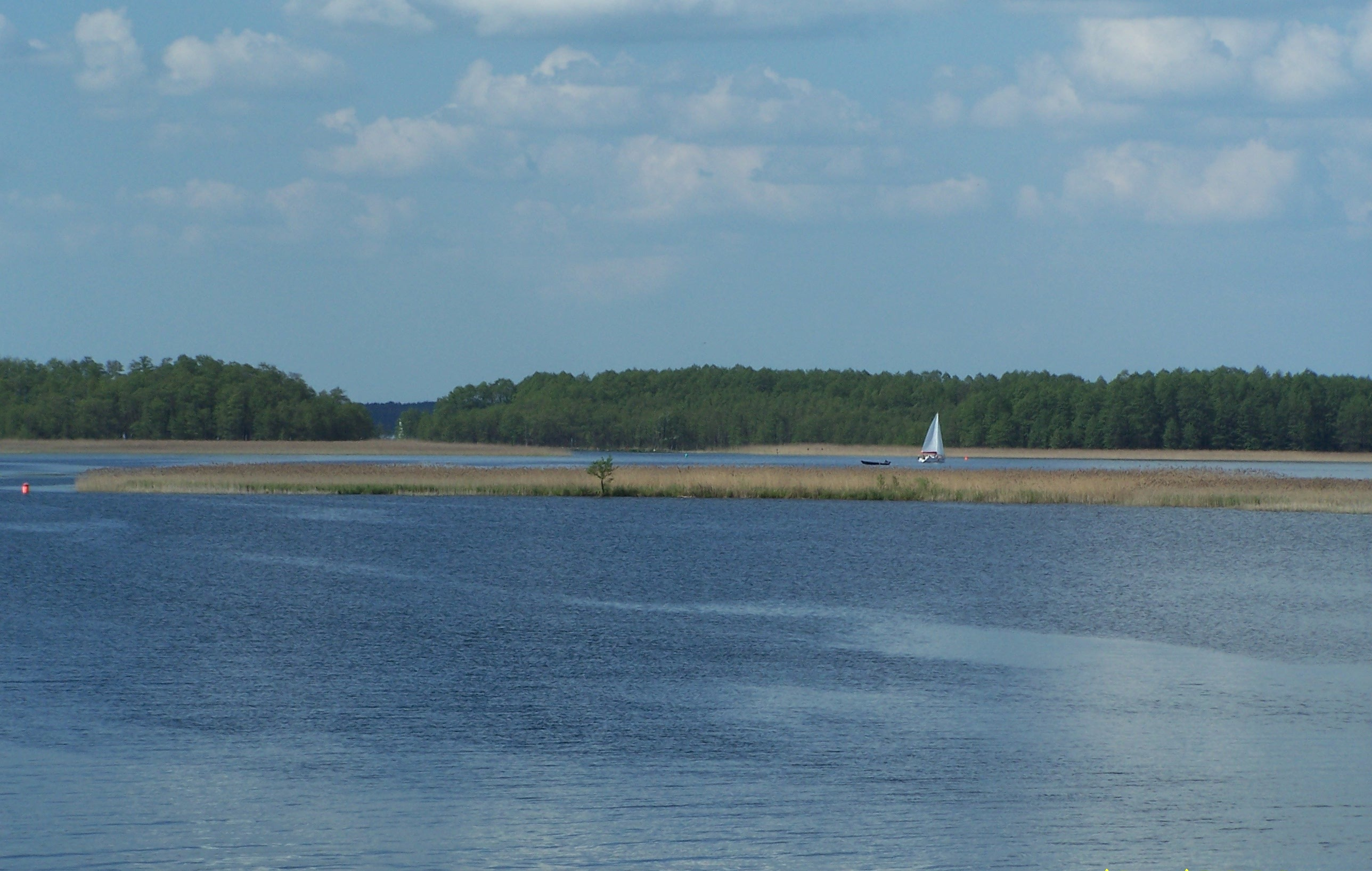
Jezioro Kirsajty – widok z mostu na trasie Harsz – Sztynort